# Żurawinnica
Żurawinnica (ros. Журавинница) – wieś (ros. деревня, trb. dieriewnia) w zachodniej Rosji, w osiedlu wiejskim Borkowskoje rejonu diemidowskiego w obwodzie smoleńskim.

## Geografia
Miejscowość położona jest 4 km od drogi regionalnej 66N-0506 (Prżewalskoje – Anosinki – Żeruny – Jewsiejewka) i centrum administracyjnego osiedla wiejskiego (Żeruny), 51,5 km od centrum administracyjnego rejonu (Diemidow), 102 km od stolicy obwodu (Smoleńsk), 56,5 km od granicy z Białorusią.
W granicach miejscowości znajduje się ulica Projezżaja (4 posesje).

## Demografia
W 2010 r. miejscowości nikt nie zamieszkiwał.

## Historia
W czasie II wojny światowej od lipca 1941 roku wieś była okupowana przez hitlerowców. Wyzwolenie nastąpiło we wrześniu 1943 roku.